# Clara Petacci
 (mars 2016).
Clara (surnommée « Claretta ») Petacci, née le 28 février 1912 à Rome et morte le 28 avril 1945 à Giulino di Mezzegra (province de Côme), en Italie, est la maîtresse de Benito Mussolini.

## Biographie

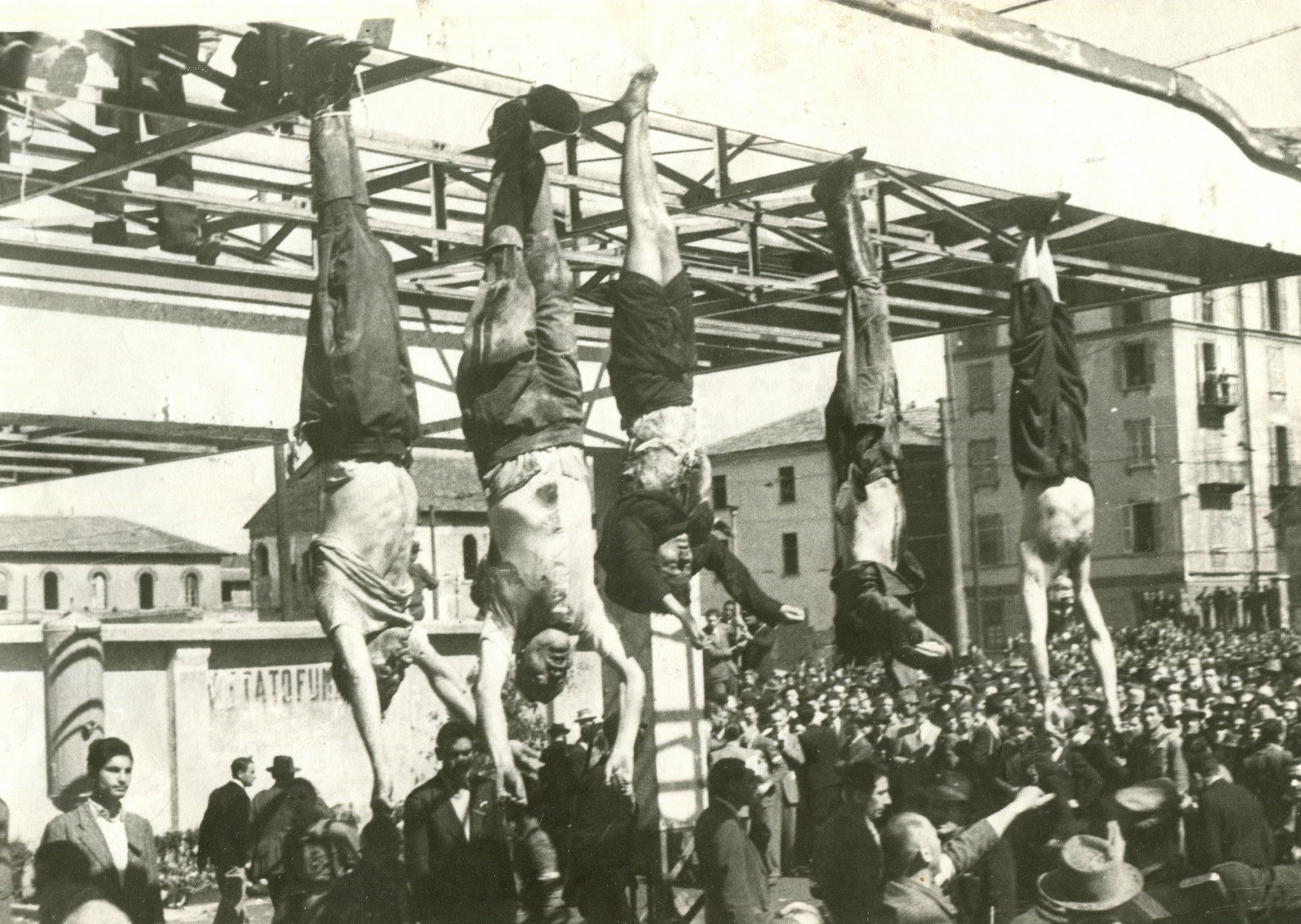
Les dépouilles de Mussolini (deuxième à gauche) et Clara Petacci (au centre, jambes nues) exposées Piazzale Loreto à Milan le 29 avril 1945. À leur gauche, Nicola Bombacci et à leur droite Alessandro Pavolini et Achille Starace.

Issue d'une famille de la haute bourgeoisie de Rome (son père était médecin à la Cour pontificale et propriétaire d'une clinique privée), Clara Petacci rencontre le Duce  le 24 avril 1932. Elle devient sa maîtresse à l'été 1936 et l'accompagne dans ses bons et ses mauvais moments. Bien qu'elle ait obtenu le divorce en Hongrie de son mari, le lieutenant de l'aéronautique Riccardo Federici, elle ne demanda jamais à Mussolini de lui rendre la pareille (il resta donc l'époux de Rachele Guidi).
Dans un journal qu'elle tient chaque jour, Clara décrit chacune des relations sexuelles qui pimentent leurs aventures. Elle n'hésite pas à parler des jeux sadomasochistes auxquels elle se livre en compagnie de son amant, qui la surnomme « la sale chienne »,.
En avril 1945, comprenant que la fin est proche, Mussolini lui recommande de fuir en Espagne, ce qu'elle refuse, préférant rester avec lui. 
Interceptés tous les deux à Dongo lors de leur tentative de fuite vers la Suisse pour se soustraire au désir de vengeance des partigiani (les résistants italiens), ils sont livrés à un officier communiste des Volontaires de la liberté, le colonel Valerio (de son vrai nom Walter Audisio, futur député du Parti communiste italien). Après un simulacre de procès, il les exécute de sa main, à Giulino di Mezzegra, à proximité du lac de Côme.
Leurs dépouilles sont exposées pendues par les pieds, Piazzale Loreto à Milan. Le frère de Clara, Marcello Petacci, est également exécuté par les résistants communistes.
Clara Petacci était la sœur de l'actrice Miriam di San Servolo (1923-1991), également connue sous le nom de Miriam Day.
En 2009 paraît le recueil des journaux personnels de « Claretta » aux éditions Rizzoli.